# FC New York
Der Football Club New York war eine US-amerikanische Fußballmannschaft aus New York City. Der Klub, der im Stadtteil Jamaica (Bezirk Queens) seinen Sitz hat, wurde 2009 gegründet.
In deren ersten Saison spielte die Mannschaft in der USL Professional Division, der dritthöchsten Liga des Landes. 2012 wechselte das Team in die National Premier Soccer League. Nach einer Saison wurde die Mannschaft aufgelöst.
Die Heimspiele wurden im Belson Stadium, welches sich auf dem Campus der St. John’s University befindet, ausgetragen.

## Geschichte
Ursprünglich sollte die Mannschaft schon 2010 Teil der USL First Division werden. Da die Mannschaft und der Klub noch nicht komplett waren, wurde der Ligaeintritt verschoben. Nach dem Wegfall der USL-1 nimmt die Mannschaft nun an der USL Professional Division teil.
Am 9. April 2011 fand das erste Ligaspiel statt, Gegner war Orlando City, die New Yorker verloren mit 3:0. Am 13. Mai konnte der erste Sieg erspielt werden. Der FC New York erzielte ein 1:0 gegen Charleston Battery.
Ab der Saison 2012 wird die Mannschaft nicht mehr am Spielbetrieb teilnehmen, sondern wechselte in die viertklassige National Premier Soccer League. Dort wurde sie nach einer Saison aufgelöst.

## Wappen und Farben
Das Wappen des FC New York repräsentierten die Flagge des Stadtteils Queens. Der blaue Hintergrund mit dem horizontalen weißen Streifen steht symbolisch für den ersten Gouverneur von Queens, den Niederländer Willem Kieft, der das Land von Ureinwohnern übernahm. Die ersten Siedler in Queens werden durch die zwei Blumen dargestellt, wobei die Tulpe für die niederländischen und die Tudor-Rose für englischen Siedler steht. Die Krone symbolisiert den Namen des New Yorker Stadtteils.

## Stadion
- Belson Stadium (2011–2012)

Das Belson Stadium ist Teil des Campus der St. John’s University in Jamaica (New York City). Ursprünglich sollte James M. Shuart Stadium der Hofstra University genutzt werden. Diese kam aber nicht zustande.

## Statistik

### Saisonstatistik
| Jahr | Liga    | Regular Season | Play-offs          | U.S. Open Cup |
| ---- | ------- | -------------- | ------------------ | ------------- |
| 2011 | USL Pro | 5. Platz       | Nicht qualifiziert | 3. Runde      |
| 2012 | NPSL    | 8. Platz       | Nicht qualifiziert | 3. Runde      |